# Tessitrice d'Ombre
La Tessitrice d'Ombre è un personaggio del cartone animato statunitense She-Ra, la principessa del potere del 1985. È stata doppiata in originale da Linda Gary, mentre in Italia da Angiolina Quinterno. Nel reboot del 2018 She-Ra e le Principesse Guerriere è stata doppiata in originale da Lorraine Toussaint, mentre in Italia da Laura Romano.

## Biografia del personaggio
La Tessitrice d'Ombre è seconda al comando delle orde infernali, dopo Hordak il tiranno del pianeta Etheria. La sua Magia Nera (come lei stessa la definisce) è potentissima e fu lei a lanciare un incantesimo sulla principessa Adora, quando da bambina fu rapita affinché fosse del tutto assoggettata al male. Altri dei suoi numerosi e molto sviluppati poteri consistono nel levitare, teletrasportarsi, assumere altre sembianze, emettere fiamme, ipnosi, prendere il controllo della mente altrui e dominare i fattori atmosferici. Inoltre è una grande conoscitrice dei miti e delle leggende di Etheria. Nonostante la sua posizione fra le orde infernali, la Tessitrice d'Ombre non disdegnerebbe prendere il posto di Hordak, infatti anche lei stava per tradirlo a favore di Skeletor nella puntata "Ombre e teschi".
La Tessitrice d'Ombre proviene dal regno di Mystacor, ed il suo vero nome era Light Spinner. Insieme all'ex amica Castaspella, è stata istruita alle arti magiche da un potente stregone di nome Norwyn. Quando Hordak arrivò su Etheria, promise alla donna grande potere, ma Light Spinner, sedotta dal fascino del male, tradì Norwyn e si unì alle orde infernali. I suoi poteri provengono da una gemma magica, responsabile anche della sua trasformazione fisica e dell'aumento smisurato delle sue capacità. Scoperto il tradimento Norwyn distrusse la gemma, rendendo irreversibile la metamorfosi di Light Spinner (già allora dal volto coperto), che però aveva ormai acquisito in sé un terzo del potere del monile. La Tessitrice d'Ombre, nonostante l'aspetto, è una donna ancora giovane (ha un'età di poco maggiore rispetto a Castaspella, come si vede nei flashback con il Maestro Norwyn di cui erano entrambe allieve). Indossa una spettrale tonaca rossa con cappuccio che copre completamente il suo corpo, ha una pelle pallida e tendente al verde (lo si può vedere dalle braccia), la testa incappucciata con la faccia perennemente in ombra, e l'unica parte visibile del volto sono due occhi gialli luminosissimi, privi di iridi. Nell'episodio in cui un ragazzo ambizioso - anch'egli allievo di Norwyn - vuole diventare suo allievo, lei lo mette in guardia dal prezzo da pagare per un simile potere oscuro; pertanto gli mostrerà il volto (non visibile però agli spettatori), mostrando in questo modo di avere ancora un pizzico della sua passata bontà.